# رادیکال ایده‌آل
در نظریه حلقه های جابجایی، رادیکال یک ایده‌آل چون {\displaystyle I}، ایده‌آلی است به طوری که {\displaystyle x} در این رادیکال است اگر و تنها اگر توانی از {\displaystyle x} در {\displaystyle I} باشد. ایده‌آل رادیکال (یا ایده‌آل نیم-اول)، ایده‌آلی است که برابر با رادیکال خودش باشد. رادیکال یک ایده‌آل اولیه، ایده‌آلی اول است.
تعمیم این مفهوم به حلقه های ناجابجایی در مقاله حلقه نیم-اول بحث شده است.

## تعریف
رادیکال یک ایده‌آل چون {\displaystyle I} در یک حلقه جابجایی به صورت {\displaystyle \operatorname {rad} (I)} یا {\displaystyle {\sqrt {I}}} نمایش داده شده و به صورت زیر تعریف می شود:
{\displaystyle {\sqrt {I}}=\{r\in R\mid r^{n}\in I\ {\hbox{for some}}\ n\in \mathbb {Z} ^{+}\!\},}
(دقت کنید که {\displaystyle I\subset {\sqrt {I}}}). به طور شهودی، {\displaystyle {\sqrt {I}}} با گرفتن تمام ریشه های عناصر {\displaystyle I} در حلقه {\displaystyle R} بدست می آید.